# باتريزيا ريجياني
باتريزيا ريجياني (النطق الإيطالي: ‎[paˈtrittsja redˈdʒaːni]‏) (ولدت ريجياني مارتينيلي في الثاني من ديسمبر عام 1948م) وهي ناشطة اجتماعية إيطالية أُدينت، في محاكمة حظيت بتغطية إعلامية كبيرة، بتوظيف قاتل مأجور لقتل زوجها السابق موريزيو غوتشي. وقد أطلقت عليها الصحافة الايطالية لقب «الأرملة السوداء» لتخطيطها لقتل زوجها.

## حياتها السابقة والزواج من موريزيو غوتشي
ولدت باتريزيا مارتينيلي في فينيولا بمقاطعة مودينا في شمال إيطاليا. ولقد ترعرعت وهي فقيرة ولم تعرف من هو والدها البيولوجي. وعندما كانت باتريزيا في الثانية عشرة من عمرها، تزوجت والدتها سيلفانا من رجل الأعمال الثري فيرديناندو ريجياني، الذي تبنى باتريزيا فيما بعد. 
وعندما كانت باتريزيا في الثاني والعشرين من عمرها، التقت بماوريتسيو غوتشي، وهو وريث دار أزياء غوتشي، في حفلة عام 1970. وتزوجا، بعد ذلك بعامين، ثم انتقلا إلى مدينة نيويورك.  وقد عارض والد غوتشي، رودولفو غوتشي، الزواج في البداية، لأنه كان يعتقد أن باتريزيا «متسلقة إجتماعية لا تفكر في شيء سوى المال»، ولكنه اهدى ابنه وزوجته شقة بنتهاوس فاخرة في البرج الأولمبي في نيويورك.  وأصبحت باتريزيا ناشطة في الدوائر الاجتماعية في نيويورك، وظهرت بإنتظام في الحفلات وأحداث الموضة حتى أنها أصبحت صديقة لجاكلين كينيدي أوناسيس.  وأنجبت خلال زواجها ابنتين، ولدت أليساندرا عام 1976، وولدت أليغرا عام 1981.
في عام 1982م عادت باتريزيا وماوريتسيو إلى ميلانو. وفي عام 1985م، أخبرها غوتشي بأنه ذاهبًا في رحلة عمل قصيرة إلى فلورنسا، وفي اليوم التالي أرسل صديقه إلى باتريزيا ليخبرها بأنه لن يعود وأنه قرر الإنفصال عنها. وفي عام 1993م، بدأ ماوريتسيو في مواعدة باولا فرانشي، مما أثار استياء وغيرة باتريزيا. وفي عام 1994م، طلَّقت باتريزيا غوتشي رسميًا، ووافق غوتشي، كجزء من تسوية الطلاق، على دفع نفقة سنوية لباتريزيا بقيمة 1.47 مليون دولار. وبموجب القانون، لم يعد مسموحًا لباتريزيا استخدام لقب غوتشي، ولكنها واصلت القيام بذلك على أي حال مصرحتاً «ما زلت أشعر وكأنني غوتشي - في الحقيقة، انا غوتشي أكثر منهم جميعاً.»   

## مقتل الزوج السابق
بعد عامٍ من الطلاق، وفي السابع والعشرين من مارس عام 1995م، أطلق قاتل مأجور النار على ماوريتسيو غوتشي مردياً إياه قتيلاً على الرصيف، اثناء وصوله إلى مقر عمله. وفي يوم مقتله، كتبت باتريسيا كلمة واحدة في مذكراتها: "paradeisos" وتعني باليونانية «الفردوس». في الواحد والثلاثين من يناير عام 1997م، ألقي القبض على باتريزيا واتهمت بإستئجار القاتل المأجور الذي قتل غوتشي. ذلك وقد حظيت المحاكمة بإهتمام إعلامي مكثف، وأطلقت عليها الصحافة لقب «الأرملة السوداء».  ووفقًا للمدعين العامين، فإن دافع باتريزيا كان مزيجًا من الغيرة والمال واستيائها من زوجها السابق. وتوصلوا إلى أنها تطمح إلى السيطرة على ملكية Gucci وأنها أرادت منع زوجها السابق من الزواج من باولا فرانشي. حيث أن الزواج الوشيك كان سيخفض نفقتها إلى النصف، مقلصاً مساعدتها النقدية السنوية إلى 860 ألف دولار في السنة، والتي وفقاً لقولها، تصل إلى «صحن من العدس».  وتم العثور على القاتل المأجور وهو مالك مطعم بيتزا مثقل بالديون، بينيديتو سيراولو، وتبين أن باتريزيا قد إستأجرته من خلال وسيط يُدعى جوزيبينا «بينا» أوريما، وهو وسيط روحاني ذو شأن في المجتمع وصديق باتريزيا المقرب.  

### فترة السجن
حٌكم على باتريزيا ريجياني، في عام 1997م، بالسجن 29 عامًا بتهمة تدبير عملية القتل. ثم طلبت إسقاط الحكم بإدانتها مدعيةً أن ورم دماغها قد أثر على تصرفاتها. وفي عام 2000م، أيدت محكمة الاستئناف في ميلانو الحكم لكنها خففت الحكم إلى 26 عامًا. وفي نفس العام حاولت باتريسيا الانتحار بشنق نفسها بغطاء سرير، ولكن عثروا عليها الحراس. وفي عام 2005م، وعلى الرغم من القواعد التي تمنع وجود الحيوانات الأليفة في السجن، فقد أقنع فريق باتريزيا القانوني السجن بالسماح لحيوانها الأليف ابن مقرض بالعيش معها. وفي أكتوبر عام 2011م، أصبحت باتريزيا مؤهلة للإفراج المشروط ضمن برنامج الإفراج عن العمل لكنها رفضت قائلة: «لم أعمل في حياتي قط، وبالتأكيد لن أبدأ الآن». وفضلاً لحسن السلوك، تم إطلاق سراحها في أكتوبر عام 2016م، بعد أن قضت عقوبة بالسجن لمدة 18 عامًا. 

## في الثقافة الشعبية
فيلم House of Gucci (2021) مبني على زواج باتريزيا ريجياني ومقتل زوجها السابق. من إخراج المخرج الإنجليزي ريدلي سكوت وبطولة ليدي غاغا حيث لعبة دور ريجياني، وتم الإعلان عن الفيلم في نوفمبر عام 2019م. وفي مارس عام 2021م، أثنت ريجياني على إختيار ليدي غاغا في الفيلم، معترفةً بأنها تشبهها، ولكنها أعربت أيضًا عن انزعاجها بأن غاغا لم تلتقي بها قبل قبول الدور.  وصرحت غاغا من جانبها في مقابلات، أنها غير مهتمة «بالتواطؤ» مع ريجياني، لكن قلبها «ينفطر على بناتها. . . إنني أهتم بشدة لأن هذا لابد أن يكون مؤلمًا للغاية بالنسبة لهم».